# Pałac przy ul. Piłsudskiego 20 w Nowej Rudzie
Pałac przy ul. Piłsudskiego 20 w Nowej Rudzie – zabytkowy pałac zwany Willą Conrad  w Nowej Rudzie.
Pałac zbudowany został  w 1889 r., należał do jednego z właścicieli wydawnictwa Treutler, Conrad & Taube mieszczącego się przy obecnej ul. Piłsudskiego 22 i fabryki sznurka.  Znajdujący się na zalesionym obecnie stoku Góry Boguszy wybudowany został w stylu neorenesansu francuskiego i niderlandzkiego (podobnie jak komisariat Policji) z czerwonej cegły w formie romantycznego zameczku z wieżą, balkonowymi wykuszami, ryzalitami i innymi bogatymi detalami architektonicznymi. Obok pałacu, remontowanego w latach 80. XX w., stoją budynki gospodarcze z tego samego okresu. Willa położona jest w rozległym parku do którego prowadzi brama z 1899 r. Po 1945 r. pałac użytkowany był jako przedszkole, później zakładowy dom kultury DZPJ Nowar. Obecnie w rękach prywatnych.

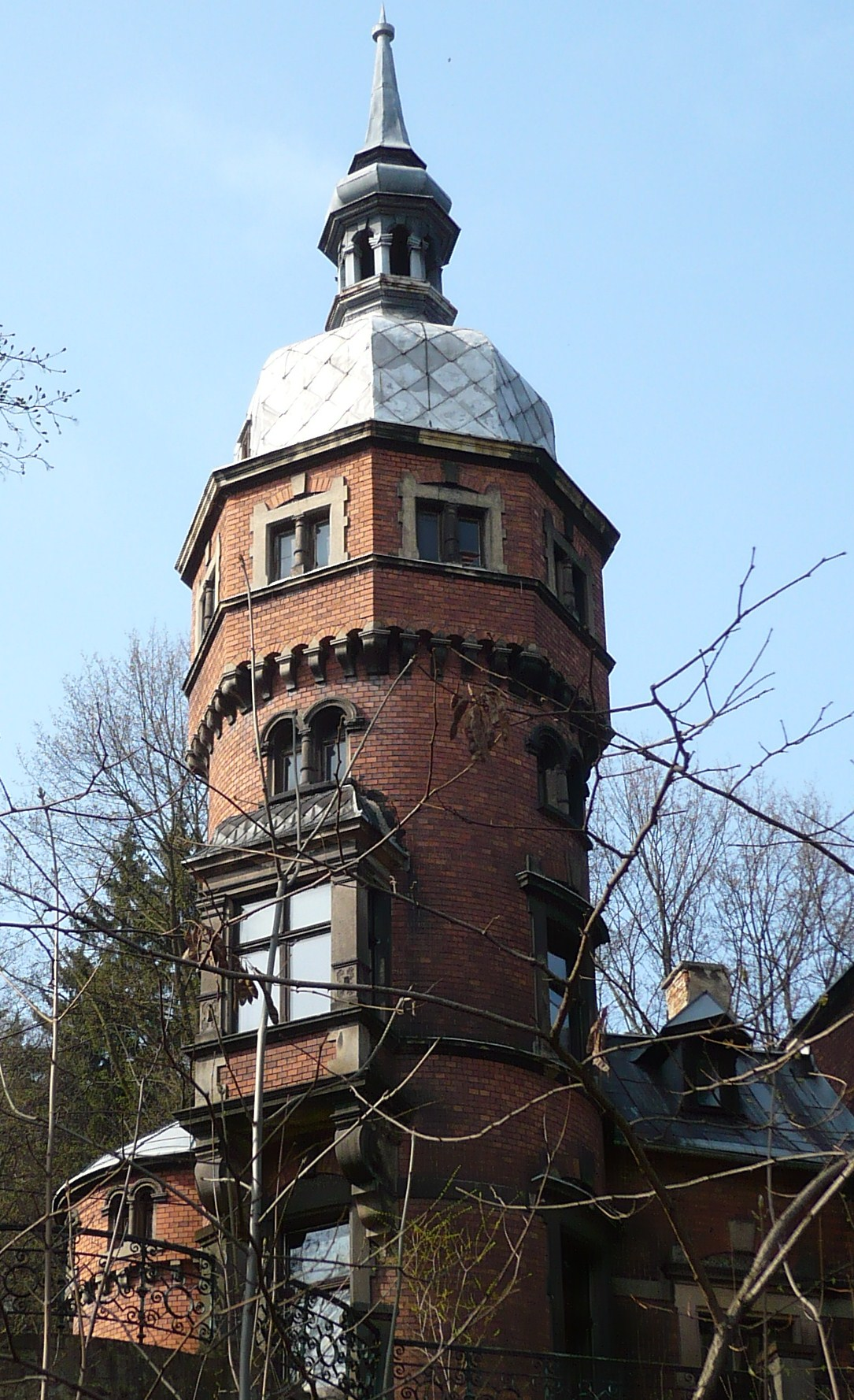
Pałac
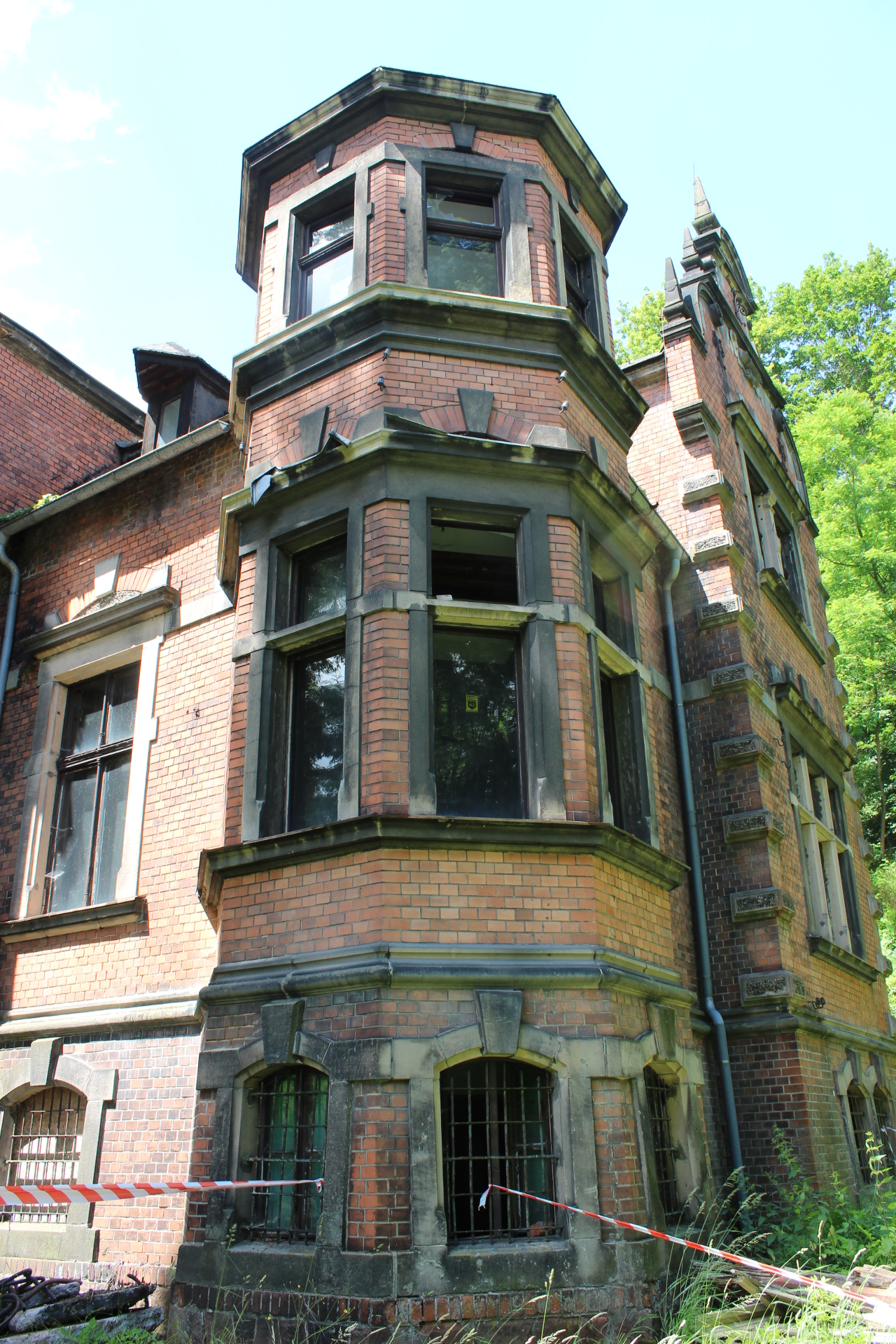
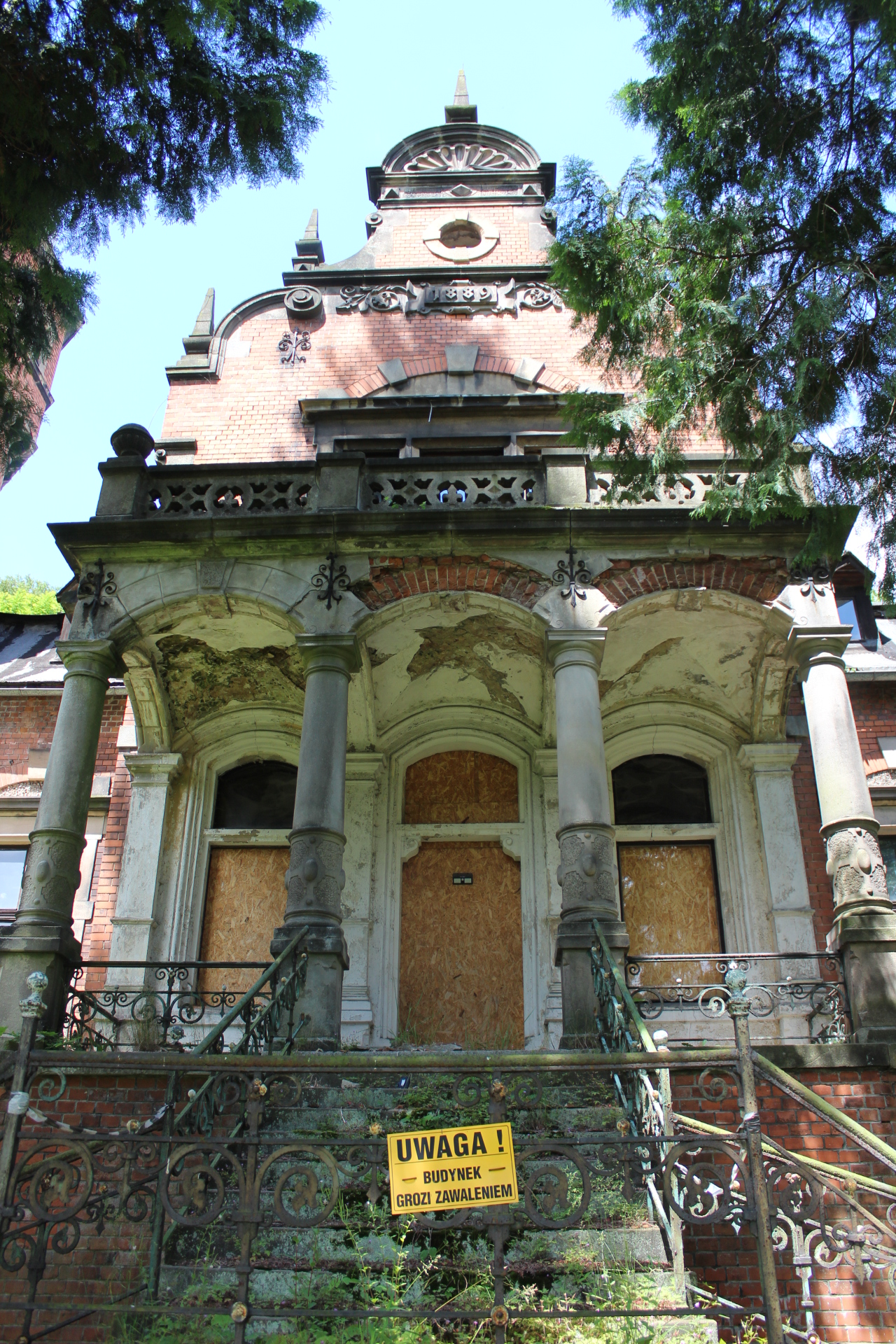
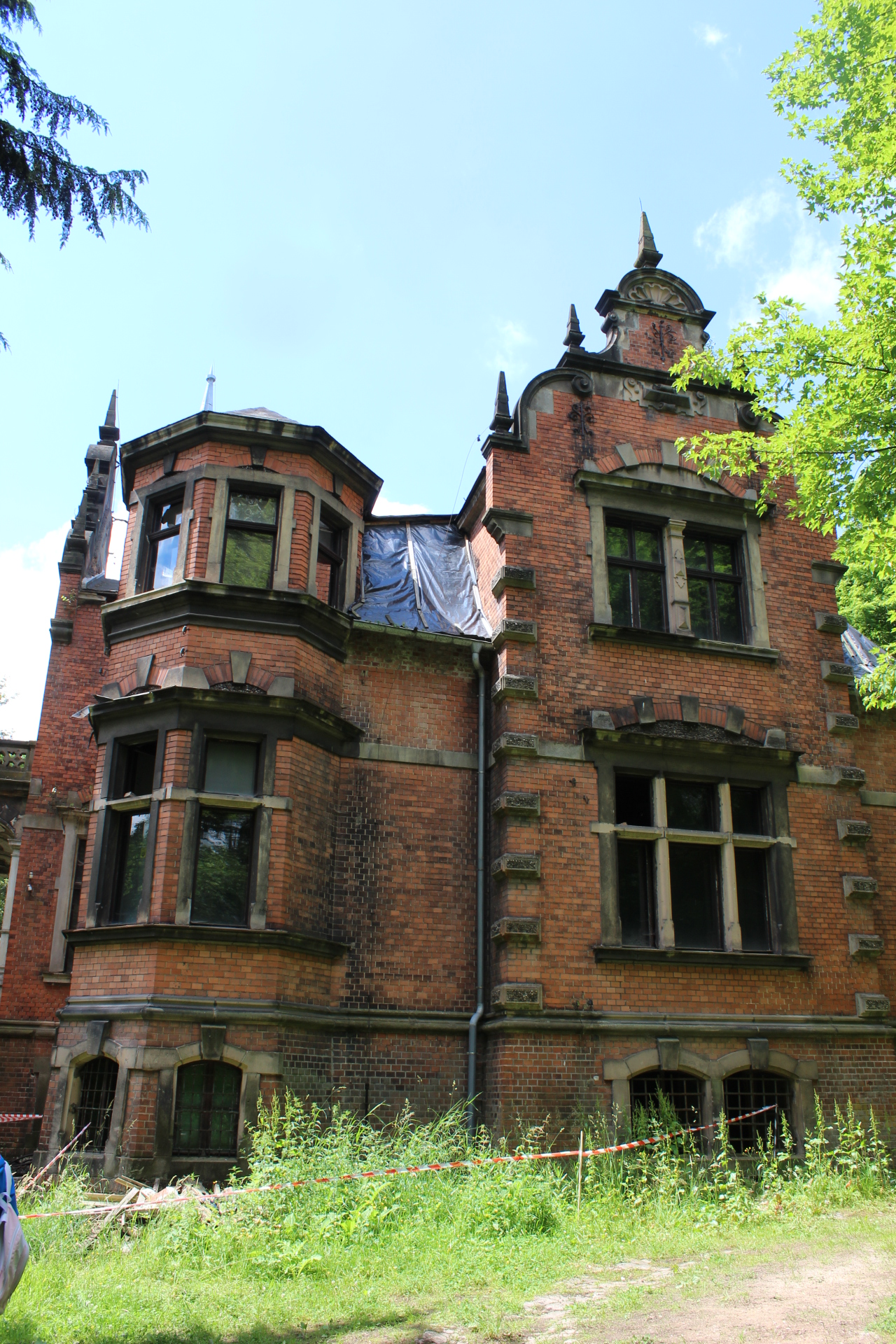
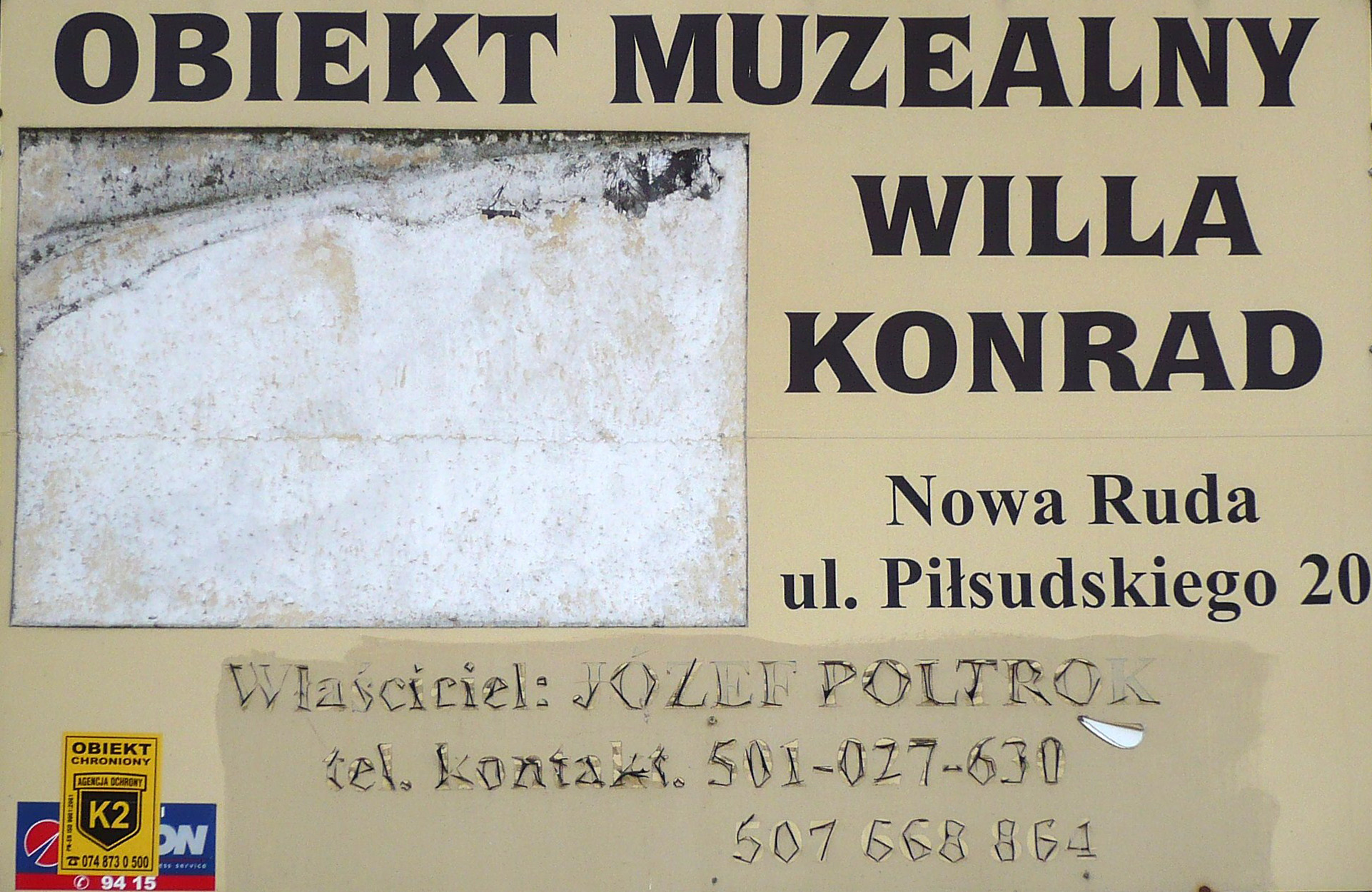
Tablica o pałacu